# Soveline Beaubrun
Soveline Beaubrun (* 7. Dezember 1997 in Verrettes) ist eine haitianische Fußballspielerin, die als Innenverteidigerin sowohl für den Verein AS Tigresses als auch für die haitianische Frauen-Nationalmannschaft spielt.
2015 debütierte Beaubrun für die haitianische Fußballnationalmannschaft und erzielte am 23. August 2015 ihr erstes Länderspieltor während der Qualifikation zur CONCACAF Women's Olympic Qualifying Championship gegen Grenada.